# شارل لکلرک (اتومبیل‌ران)
شارل لکْلِرک یا شارل لکْلِر (به فرانسوی: Charles Leclerc) (تلفظ فرانسوی: [ʃaʁl ləklɛʁ]) (زادهٔ ۱۶ اکتبر ۱۹۹۷) اتومبیل‌ران فرمول یک اهل موناکو است و هم‌اکنون برای تیم فراری رانندگی می‌کند. او در سال ۲۰۱۶ برنده سری جی‌پی۳ شد و توانست در سال ۲۰۱۷ قهرمانی فرمول ۲ را کسب کند. او در سال ۲۰۱۸ و با تیم سائوبر، رانندگی در فرمول یک را آغاز کرد و در فصل بعد با تیم فراری قرارداد بست.
لکلرک در جایزه بزرگ بلژیک ۲۰۱۹ به اولین پیروزی خودش رسید و آن را به دوست صمیمی‌اش آنتوان هوبرت که تازه درگذشته بود تقدیم کرد. او همچنین در دومین مسابقه خود در ایتالیا نیز پیروز شد و جایزه بیشترین پول پوزیشن فصل را از فیا دریافت کرد. قرارداد فراری با لکلرک تا سال ۲۰۲۶ تمدید شده‌است.

## زندگی شخصی
پدر او، هروه لکلرک، راننده مسابقه بود و در دهه‌های ۸۰ و ۹۰ میلادی در فرمول ۳ رقابت می‌کرد. هروه پس از یک بیماری طولانی، در سن 54 سالگی و تنها چهار روز قبل از پیروزی شارل در مسابقه باکوی فرمول ۲، درگذشت.برادر کوچکتر او، آرتور لکلرک، تا پایان فصل ۲۰۲۳ در فرمول ۲ مسابقه داد و سوم شد.
شارل لکلرک به سه زبان فرانسوی و ایتالیایی و انگلیسی مسلط می باشد. او همچنین علاقه زیادی به نواختن پیانو و آهنگسازی دارد و چند قطعه موسیقی از او منتشر شده‌است.

## زندگی کاری
او به لطف دوست دوران کودکی خود ژول بیانکی اولین تجربه خود را در یک کارتینگ انجام داد. لکلرک که هفت سال جوان‌تر از او بود، مهارت‌های مشابهی را در اتومبیل‌رانی از خود نشان داد و مسیر دوستش را به سمت فرمول یک دنبال کرد. در سال ۲۰۰۹ لکلرک جوانترین برنده مسابقات قهرمانی کارتینگ کادت فرانسه شد. دو سال بعد، نیکلاس تاد، مدیر بیانکی، لکلرک را به خدمت گرفت. این لحظه بسیار مهمی بود، زیرا بدون حمایت تاد، لکلرک شک داشت که خانواده‌اش می‌توانستند به حمایت از او ادامه دهند. او به موفقیت در صحنه بین المللی ادامه داد، اگرچه به سختی چندین عنوان مهم را از دست داد. در سال ۲۰۱۲ در سری KF2 اروپا و قهرمانی جهان زیر ۱۸ سال نایب قهرمان شد. سال بعد مکس ورشتاپن او را به عنوان قهرمانی جهانی KZ1 شکست داد. با این وجود لکلرک پتانسیل واضحی از خود نشان داد؛ در حالی که ورشتاپن مستقیماً به فرمول سه رفت، لکلرک گام‌های کوچک‌تری از نردبان فرمول یک برداشت.

### فرمول یک

#### راننده آزمایشی
لکلرک در سال ۲۰۱۶ عضو آکادمی رانندگان فراری شد و فعالیت خود را به‌عنوان راننده آزمایشی برای توسعه تیم‌های هاس و فراری آغاز کرد. در سال ۲۰۱۷ نیز طی تست میان فصلی، راننده خودروی فرمول یک فراری بود.

#### سائوبر ۲۰۱۸
در سال ۲۰۱۸ و به‌عنوان جایگزین پاسکال ورلاین وارد تیم فرمول یک آلفارومئو - سائوبر شد و در کنار مارک اریکسون رانندگی کرد. او اولین راننده موناکویی از زمان اولیویه برتا (۱۹۹۴) بود که موفق به راهیابی به فرمول یک شده بود. او هفده بار اریکسون را در زمان‌گیری شکست دادو درنهایت با مجموع ۳۹ امتیاز، در جایگاه سیزدهم فصل را به پایان رساند و توانست نظر تیم فراری را به خود جلب کند.

#### فراری ۲۰۱۹
اولین فصل لکلرک در فراری با کسب مقام پنجم در جایزه بزرگ استرالیا آغاز شد. او اولین پول پوزیشن خود را در بحرین به دست آورد اما مشکل در پیشرانه‌ی خودرو مانع از پیروزی او شد. با این وجود، او موفق به کسب سکو و ثبت سریع‌ترین دور شد. دومین پول پوزیشن او در اتریش به دست آمد، که مقدمه یک کشمکش سخت با پیروزی مقابل مکس ورشتاپن بود. راننده ردبول پیروز شد و لکلرک را ملزم کرد که حتی بیشتر منتظر برد موفقیت آمیز خود باشد.
یک روز پس از درگذشت آنتوان هوبرت در پیست اسپا، لکلرک موفق به کسب اولین پیروزی‌اش در جایزه بزرگ بلژیک شد. هوبرت طی تصادفی در مسابقه فرمول ۲ درگذشت و لکلرک پیروزی خود را به او تقدیم کرد. او در مسابقه بعد و در پیست مونزا، دومین پیروزی خود در فرمول یک را ثبت کرد.
لکلرک اولین فصل خود در فراری را با دو برد، هفت پول‌ پوزیشن، چهار سریع‌ترین دور و ۱۰ سکو به پایان رساند. تیم با او قراردادی جدید و بلندمدت امضا کرد که بسیار بیشتر از قرارداد هم‌تیمی‌اش، سباستین فتل بود.

### موسیقی
لکلرک همچنین یک پیانیست می باشد و آهنگ‌های (AUS23(1:1 و (MIA23(1:2 و (MON23(1:3 را در ۲۰۲۳ منتشر کرده است که بازدید بسیاری در اسپاتیفای داشته است.

## نتایج کامل در مسابقات فرمول یک
(کلید) (مسابقاتی که به‌صورت پررنگ نوشته شده‌اند نشانگر پول پوزیشن، و مسابقه‌هایی که به‌صورت ایتالیک نوشته شده‌اند نشانگر سریع‌ترین دور هستند)
| سال  | ورودی                          | شاسی           | موتور                       | ۱           | ۲         | ۳           | ۴           | ۵           | ۶           | ۷         | ۸            | ۹         | ۱۰            | ۱۱            | ۱۲          | ۱۳         | ۱۴         | ۱۵         | ۱۶       | ۱۷          | ۱۸         | ۱۹         | ۲۰         | ۲۱        | ۲۲        | ق.ر. | امتیاز |
| ---- | ------------------------------ | -------------- | --------------------------- | ----------- | --------- | ----------- | ----------- | ----------- | ----------- | --------- | ------------ | --------- | ------------- | ------------- | ----------- | ---------- | ---------- | ---------- | -------- | ----------- | ---------- | ---------- | ---------- | --------- | --------- | ---- | ------ |
| ۲۰۱۶ | تیم فرمول یک هاس               | هاس وی‌اف-۱۶    | فراری ۰۶۱ ۱٫۶ وی۶ توربو     | استرالیا    | بحرین     | چین         | روسیه       | اسپانیا     | موناکو      | کانادا    | اروپا        | اتریش     | بریتانیا ر.آ. | مجارستان ر.آ. | آلمان ر.آ.  | بلژیک      | ایتالیا    | سنگاپور    | مالزی    | ژاپن        | آمریکا     | مکزیک      | برزیل ر.آ. | ابوظبی    |           | –    | –      |
| ۲۰۱۷ | تیم فرمول یک سائوبر            | سائوبر سی۳۶    | فراری ۰۶۱ ۱٫۶ وی۶ توربو     | استرالیا    | چین       | بحرین       | روسیه       | اسپانیا     | موناکو      | کانادا    | آذربایجان    | اتریش     | بریتانیا      | مجارستان      | بلژیک       | ایتالیا    | سنگاپور    | مالزی ر.آ. | ژاپن     | آمریکا ر.آ. | مکزیک ر.آ. | برزیل ر.آ. | ابوظبی     |           |           | –    | –      |
| ۲۰۱۸ | تیم فرمول یک آلفا رومئو سائوبر | سائوبر سی۳۷    | فراری ۰۶۲ اوو ۱٫۶ وی۶ توربو | استرالیا ۱۳ | بحرین ۱۲  | چین ۱۹      | آذربایجان ۶ | اسپانیا ۱۰  | موناکو ۱۸†  | کانادا ۱۰ | فرانسه ۱۰    | اتریش ۹   | بریتانیا ب.   | آلمان ۱۵      | مجارستان ب. | بلژیک ب.   | ایتالیا ۱۱ | سنگاپور ۹  | روسیه ۷  | ژاپن ب.     | آمریکا ب.  | مکزیک ۷    | برزیل ۷    | ابوظبی ۷  | سیزدهم    | ۳۹   |        |
| ۲۰۱۹ | اسکودریا فراری                 | فراری اس‌اف۹۰   | فراری ۰۶۴ ۱٫۶ وی۶ توربو     | استرالیا ۵  | بحرین ۳   | چین ۵       | آذربایجان ۵ | اسپانیا ۵   | موناکو ب.   | کانادا ۳  | فرانسه ۳     | اتریش ۲   | بریتانیا ۳    | آلمان ب.      | مجارستان ۴  | بلژیک 1    | ایتالیا 1  | سنگاپور ۲  | روسیه ۳  | ژاپن ۶      | مکزیک ۴    | آمریکا ۴   | برزیل ۱۸†  | ابوظبی ۳  | چهارم     | ۲۶۴  |        |
| ۲۰۲۰ | اسکودریا فراری                 | فراری اس‌اف۱۰۰۰ | فراری ۰۶۵ ۱٫۶ وی۶ توربو     | اتریش ۲     | اشتریا ب. | مجارستان ۱۱ | بریتانیا ۳  | هفتادمین ۴  | اسپانیا Ret | بلژیک ۱۴  | ایتالیا Ret  | توسکانی ۸ | روسیه ۶       | ایفل ۷        | پرتغال ۴    | ایمولا ۵   | ترکیه ۴    | بحرین ۱۰   | صخیر Ret | ابوظبی 13   |            |            |            |           | هشتم      | ۹۸   |        |
| ۲۰۲۱ | اسکودریا فراری                 | فراری اس‌اف۲۱   | فراری ۰۶۵/۶ ۱٫۶ وی۶ توربو   | بحرین ۶     | امیلیا ۴  | پرتعال ۶    | اسپانیا ۴   | موناکو ع.ش. | آذربایجان ۴ | فرانسه ۱۶ | اشتیریا ۷    | اتریش ۸   | بریتانیا ۲    | مجارستان ب.   | بلژیک ۸‡    | هلند ۵     | ایتالیا ۴  | روسیه ۱۵   | ترکیه ۴  | آمریکا ۴    | مکزیکو ۵   | سائو پ. ۵  | قطر ۸      | عربستان ۷ | ابوظبی ۱۰ | ۱۵۹  | هفتم   |
| ۲۰۲۲ | اسکودریا فراری                 | فراری اف۱–۷۵   | فراری ۰۶۶/۷ ۱٫۶ وی۶ توربو   | بحرین ۱     | عربستان ۲ | استرالیا ۱  | امیلیا ۶    | میامی ۲     | اسپانیا ب.  | موناکو ۴  | آذربایجان ب. | کانادا ۵  | بریتانیا ۴    | اتریش ۱۲      | فرانسه ب.   | مجارستان ۶ | بلژیک ۶    | هلند       | ایتالیا  | سنگاپور     | ژاپن       | آمریکا     | مکزیکو     | سائو پ.   | ابوظبی    | سوم* | ۱۸۶*   |

† مسابقه را به پایان نرسانده، اما از آنجا که بیش از ۹۰٪ از مسافت مسابقه را طی کرده، در رده‌بندی قرار گرفته‌است.

* فصل همچنان در جریان است.